# Beeckfließ
Das Beeckfließ, das dem Ort Beeck den Namen gab, ist ein etwas über 13 Kilometer langes ehemals natürliches Gewässer, das der Wurm im Kreis Heinsberg von rechts zufließt.

## Geographie

### Verlauf
Das Beeckfließ durchquert die Ortschaften Floverich, Apweiler, Beeck, Leiffarth und Honsdorf. 
Vor Beeck läuft das Fließ durch die Hochwasserrückhaltebecken I und II um sich unterhalb derselben mit dem Gereonsweiler Fließ zu verbinden. Hinter Beeck fließt das Wasser des Immendorfer Fließ hinzu.
Es mündet nach 13,3 km unterhalb von Honsdorf von rechts in die Wurm.

### Zuflüsse
Zuflüsse von der Quelle zur Mündung. Längenangabe nach ELWAS
- Gereonsweiler Fließ (rechts), 7,7 km
- Immendorfer Fließ (links), 5,3 km

## Wasserstand
Bei Honsdorf wird der Pegelstand des Beeckfließ gemessen. Der mittlere Wasserstand (MW) beträgt ca. 0,28 m, der mittlere Hochwasserstand (MHW) 0,98 m. Am 14. Juli 2021 war der höchste Wasserstand bisher 1,31 m.

## Regulierungen
Mit Beginn des Bergbaues im Aachener Revier wurde das ehemals natürliche Gewässer, das aus einer wasserführenden Senke gespeist wurde (siehe 50°54'08.4"N 6°08'59.8"E ), als offen geführter Gruben- und Brauchwasserkanal der Grube Carl Alexander in Baesweiler ausgebaut.
Nach der Zechenschließung im Jahre 1975 wurde 1994 die Sümpfung aus dem Steinkohlenbergbau eingestellt. Seit dieser Zeit ist das Beeckfließ in seinem Oberlauf vom Zechengelände in Baesweiler bis zur Einmündung in das permanent Wasser führende Gereonsweiler Fließ ohne durchgehende Wasserführung.

## Natur und Umwelt
Unterhalb der Einmündung zum Gereonsweiler Fließes bis zur Einmündung in die Wurm ist das Beeckfließ kritisch belastet (Güteklasse II-III). Das mit dem Ablauf der Kläranlage Setterich beginnende Gereonsweiler Fließ wird auf seiner gesamten Fließstrecke in den Übergangsbereich der Güteklassen II-III und III eingestuft. Die Leistungsfähigkeit des Gereonsweiler Fließes reicht bei der geringen Eigenwasserführung des in weiten Bereichen technisch mit Rasenkammersteinen und befestigter Sohle ausgebauten und vor allem kaum beschatteten Gewässers nicht aus, die erhöhte organische Restverschmutzung aus den kommunalen Kläranlagen abzubauen.

## Galerie

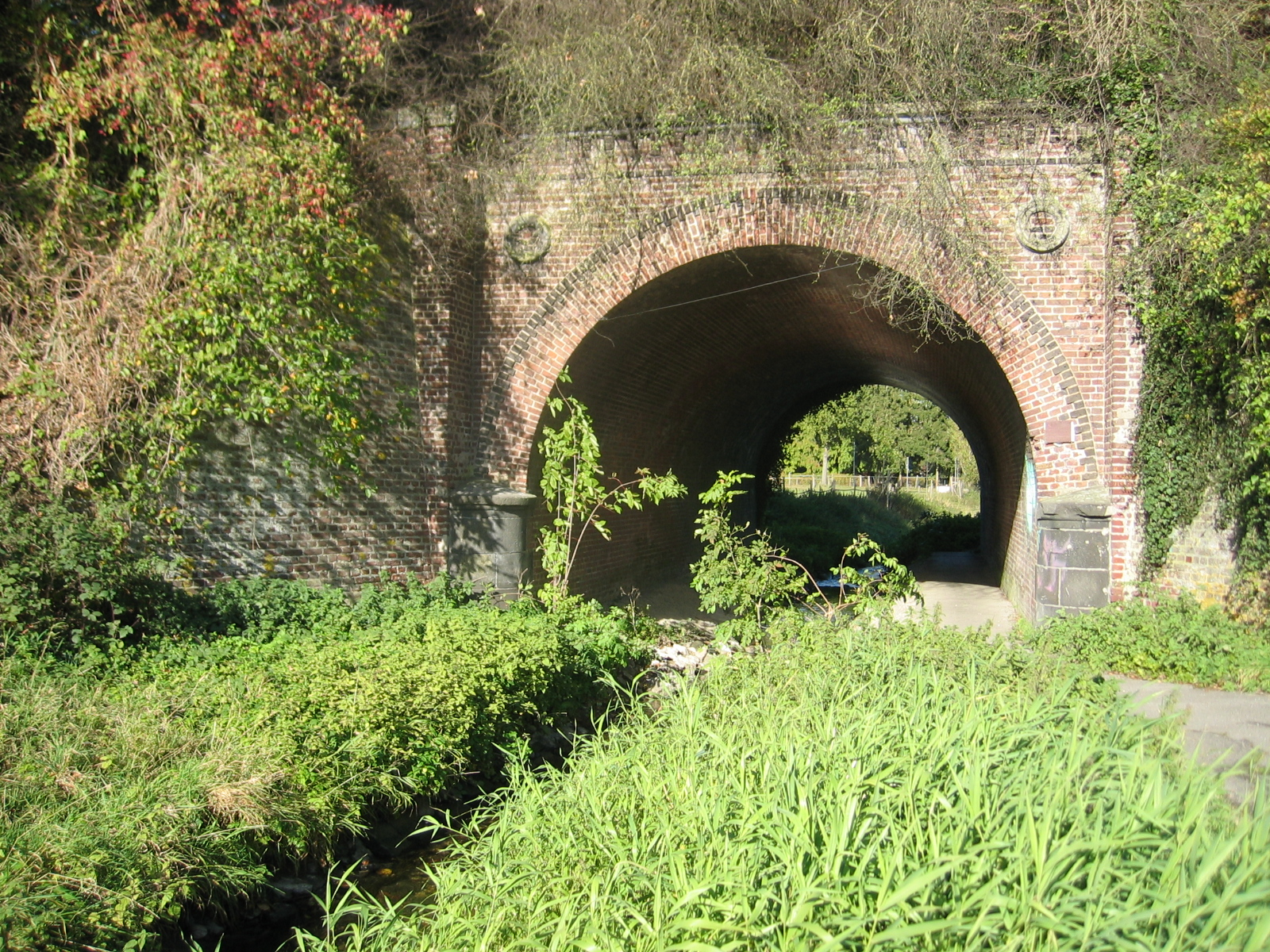
Eisenbahnbrücke über das Beeckfließ, Ortseingang Leiffarth
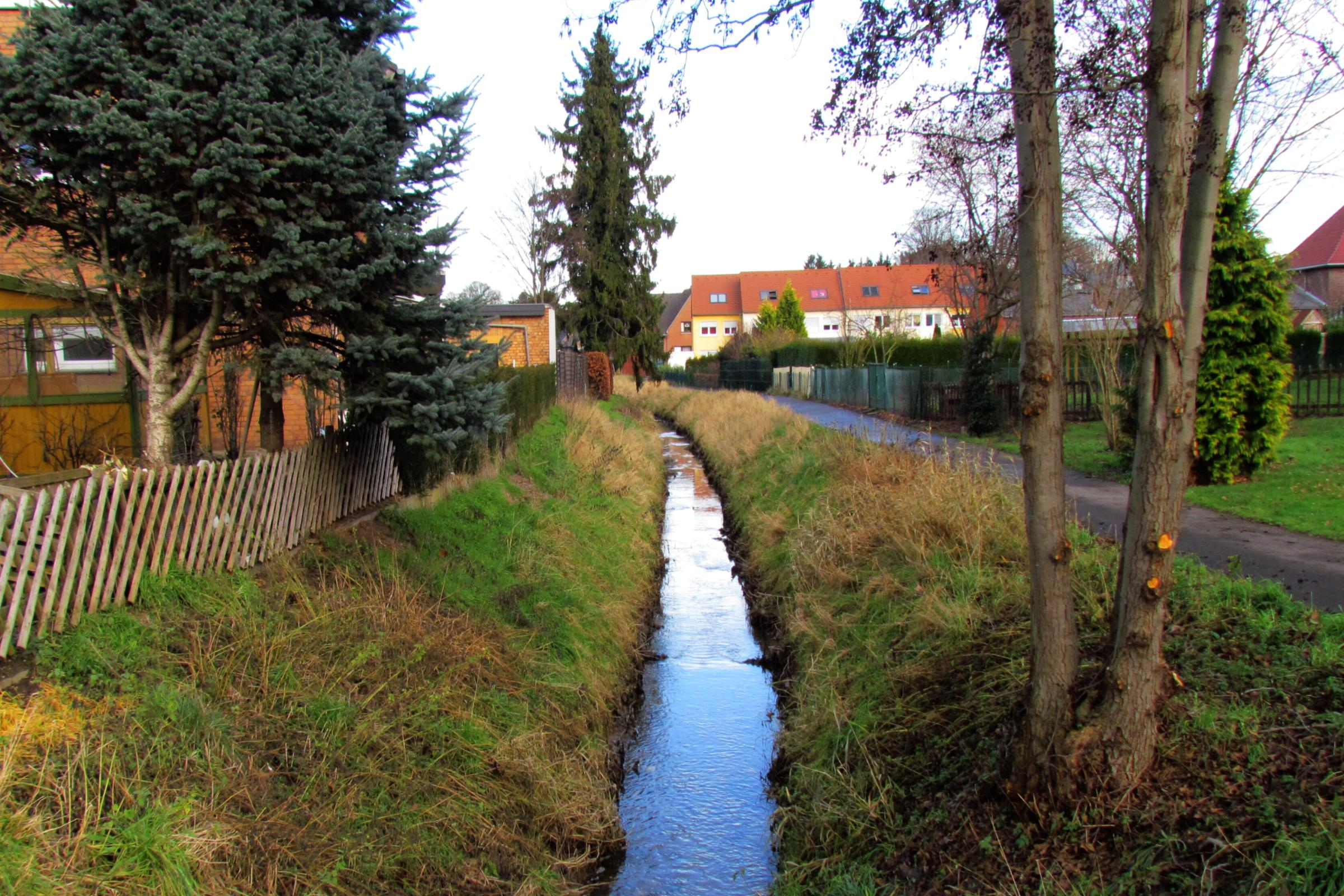
Beeckfließ in Leiffarth
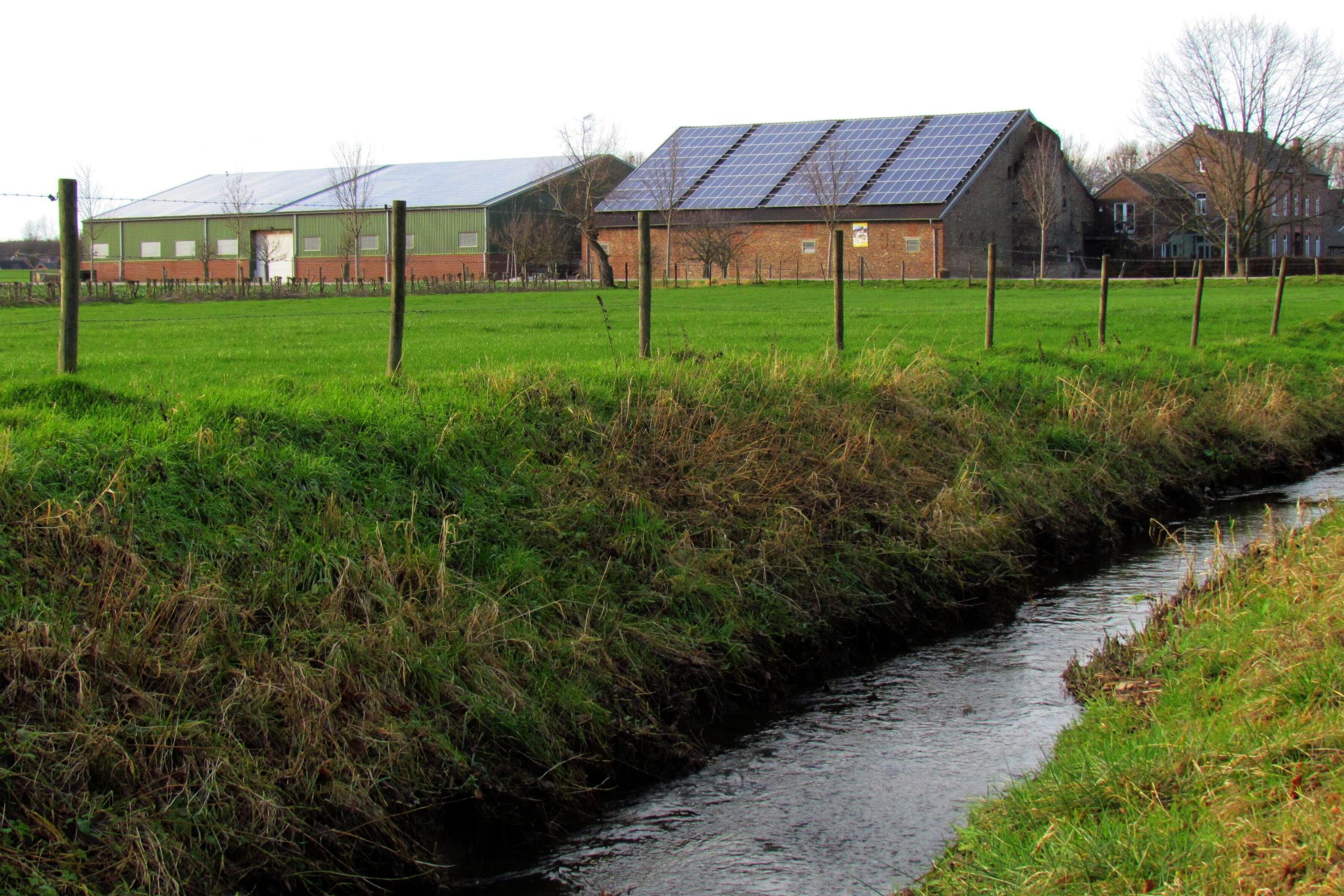
Beeckfließ in Honsdorf
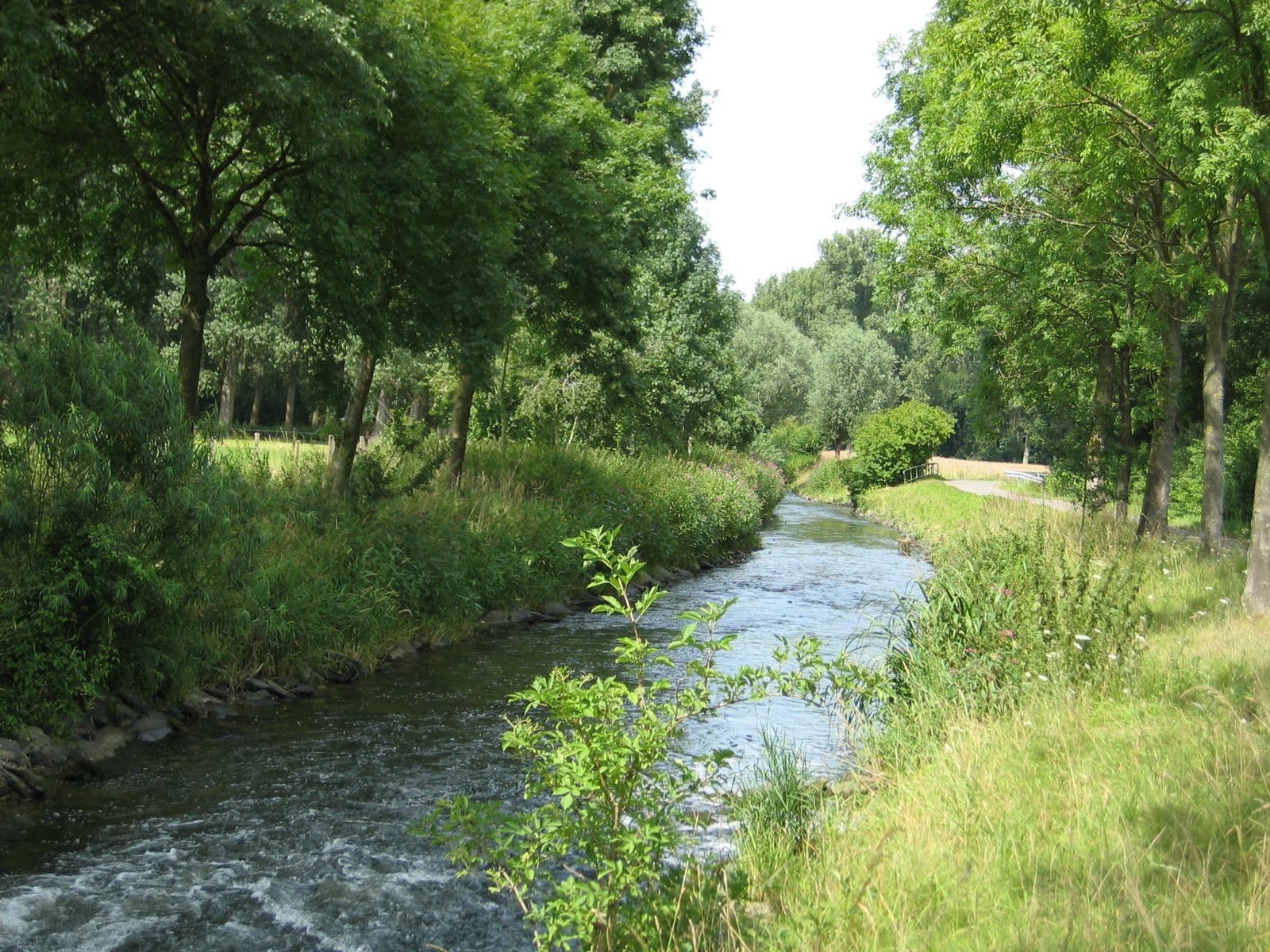
Beeckmündung (im Hintergrund) in die Wurm bei Flahstraß